# Triaenodes voldus
Triaenodes voldus là một loài Trichoptera trong họ Leptoceridae. Chúng phân bố ở miền Australasia.